# Fritz Welch

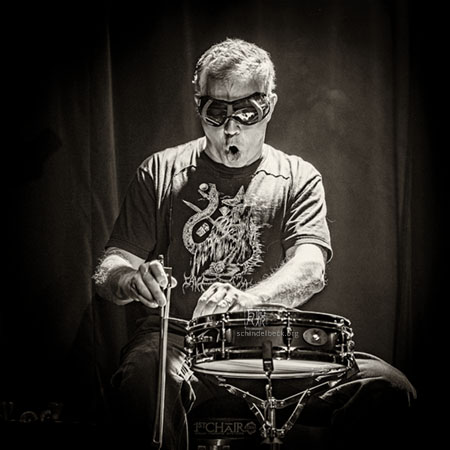
Fritz Welch (2021, Photo: Schindelbeck)

Fritz Welch (* um 1980) ist ein US-amerikanischer Jazz- und Improvisationsmusiker (Schlagzeug, Perkussion, auch Gesang, Live-Elektronik).
Welch, der in Texas aufwuchs und lange Jahre in Brooklyn lebte, arbeitete ab den 2000er-Jahren in verschiedenen europäischen Experimental- und Improvisations-Projekten u. a. in den Duos Fvrtvr mit Guido Henneböhl, Brothers Peeesseye (mit Chris Forsyth), Pee In My Face With Surgery (mit Jaime Fennelly); mit den beiden spielte er auch im Trio Peeesseye. Weitere Projekte realisierte er mit Tim Olive. Ferner gehörte er den Trios Ki (mit Takahashi Michiko, Tamio Shiraishi), Lambs Gamble (mit Eric Boros, George Cremaschi), Muris With Lumps (mit Liene Rozite, Neil Davidson) an. Mit Davidson bildete er auch das Duo With Lumps. Im Laufe seiner Karriere trat er außerdem mit Evan Parker, Crank Sturgeon, Tamio Shiraishi, Joke Lanz, Stephen O’Malley, Maya Dunietz, Michael Vorfeld, Tony Conrad, Iancu Dumitrescu und Ana-Maria Avram auf. Welch lebt in Glasgow, wo er 2015 im Trio mit Daniel Carter und George Lyle auf dem Glasgower Counterflows Festival gastierte (So Long Farewell Repair – Live at the Glad Cafe).

## Diskographische Hinweise
- Tim Olive and Fritz Welch: Sun Reverse the Footpedal (2004)
- Humansacrifice – Upside Down Crossings (2007)
- Crumbs on a Dumpster (2013)
- Nothing to Offer (2015)